# Tia Ciata
Tia Ciata, (Santo Amaro, 1854 – Rio de Janeiro, 1924) brazil szambaénekes, táncos. Az afro-brazil kultúra egyik legfőbb népszerűsítőjeként is ismerték, különösen Rio központi régióiban. Tia Ciata-nak alapvető szerepe volt a szamba műfaj megszületésében. 1875-ben Bahiából Rióba költözött, és egy informális kulturális központot hozott létre otthonában, ahol kora legnagyobb Rio de Janeiro zeneszerzőit és zenészeit avatta be a bahiai szamba minden finomságába. 1917-ben lemezre vették az első szambát; a „Pelo Telefone” a saját házában készült kollektív kompozíció volt. A szám rögzítésében ő maga is részt vett.

## Pályafutása
Tia Ciata 1876-ban, 22 évesen érkezett Rio de Janeiróba. Eladóként dolgozott egy élelmiszerboltban. A Rua Visconde de Itaunán élt a Praça Onze (ma Cidade Nova) szomszédságában, egy olyan területen, amely „Pequena África (Kis-Afrika)” néven volt ismert. Tia Ciata itt vált a Rio de Janeiro-i favelák (nyomornegyedek) afro-brazil kultúrájának egyik szereplőjévé.
Tia Ciata otthonában szambazenészek, zeneszerzők és táncosok rendszeresen összegyűltek; lakóhelye lehet a műfaj egyik szülőhelye. A szamba a Ciata hátsó udvarában fejlődött ki. Itt voltak találhatók a műfaj jövőbeli óriásai, köztük Pixinguinha, João da Baiana és Heitor dos Prazeres. A Ciata udvara kulturális központtá vált. Az új szambaszerzők és dalok népszerűségre tettek szert, még mielőtt Brazíliában létezett volna a rádió. Az első szambafelvételt, a Pelo Telefone-t, Donga szerzeményét Ciata a rezidenciában rögzítették. A Pelo Telefone énekese is a bahiai Santo Amaróból származott.
A rendőrség üldözte a fekete zenészeket és az afro-brazil vallások gyakorlóit, az 1891-es alkotmány által ígért egyéni szabadságjogok ellenére is. Ciata egyre okosabb lett az elnyomás elkerülésében. Egy igazi szambapartihoz szükségképpen dobok jelenléte szükséges, amelyeket mindig is negatívan kapcsoltak az afro-brazil vallási kultuszokhoz. Tehát Ciata bölcsen a hátsó udvarokba helyezné a szambazenészeket, a ház legrejtettebb és legbiztonságosabb részén. A bejárati folyosón, a ház legláthatóbb és leghallhatóbb terében a rézfúvós és vonós hangszeresek zenét játszottak (ami akkor „műveltebbnek” számított, és aligha kapcsolódott a „fekete mágiához”. Amikor jött a rendőrség, Ciata azt mondta, hogy ő a házigazdája az összejövetelnek, és az éjszaka hátralévő részében is rendben leszminden.
A brazil pártoknak az elnökkel való találkozásnak köszönhetően nyertek aztán  legitimitást. Az afro-brazil vallásának gyakorlójaként nagyrabecsülték. Amikor Venceslau Brás elnök (1914-1918) gyógymódot keresett egy hosszan tartó lábfertőzésre, amelyet egyetlen orvos sem tudott kezelni, egy tanácsadó a Ciata gyógynövényes kezeléseit javasolta.
A da Silva házaspár a riói Pequena África híres figurái lettek, és Tia Ciata-t évente kitüntették a riói karneválon − egészen 1924-ben bekövetkezett haláláig. Amikor férje, João Batista da Silva 1907. július 13-án meghalt, Tia Ciata már sztárnak számított a riói szambaporondon. Sokkal nagyobb volt a népszerűsége, mint bármely akkori fekete személynek. A karnevál idején minden évben a sátrat állítottak fel a Praça Onze-ban, ahol elindította a „marchinhákat”, amelyek a karneválon váltak híressé.

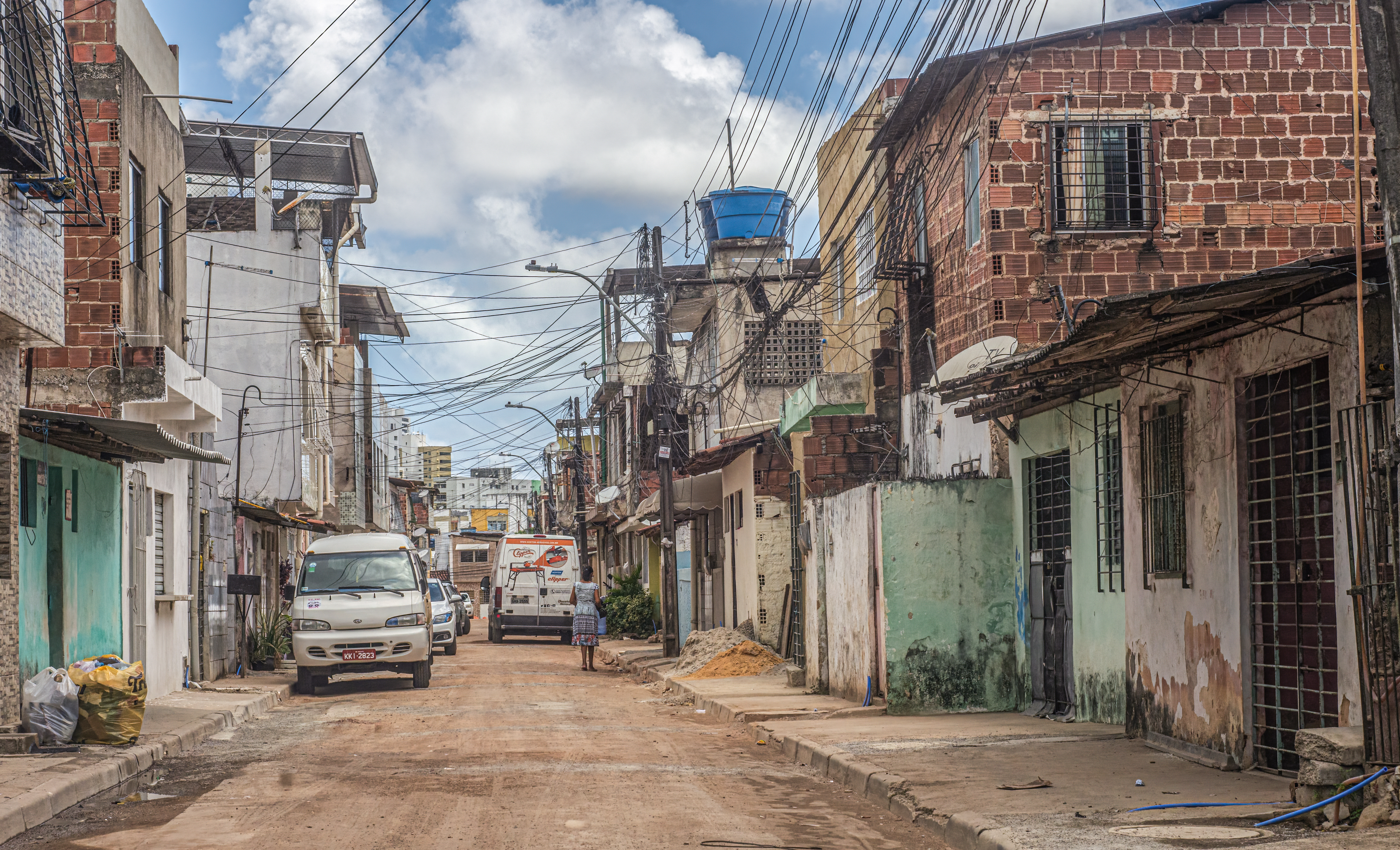
Recife. Pernambuco, Brazília